# Sydney International
Sydney International er en professionel tennisturnering for både mænd og kvinder, som hvert år i januar afvikles i Sydney, New South Wales, Australien. Turneringen kan føre sin rødder tilbage til 1885 og er dermed en af verdens ældste tennisturneringer, der forsat afvikles. Den er siden 2000 blevet afviklet på hardcourt-baner i Sydney Olympic Park Tennis Centre, der blev opført til de olympiske lege i Sydney i 2000, i Sydney-forstaden Homebush, hvor den største arena, "Ken Rosewall Arena", har en kapacitet på 10.000 tilskuere. Siden 2008 har hardcourt-banerne været af typen Plexicushion.
Sydney International er (pr. 2018) kategoriseret som en ATP World Tour 250-turnering på mændenes ATP World Tour og som en WTA Premier-turnering på kvindernes WTA Tour, og den afvikles pt. i ugen inden Australian Open og er derfor en vigtig forberedelsesturnering for mange spillere op til årets første grand slam-turnering.

## Historie
Turneringen blev første gang afholdt i 1885 under navnet New South Wales Championships og afviklet i Association Ground i Moore Park, der var en del af Sydney Cricket Ground, hvor den fungerede som mesterskabet for kolonien New South Wales. I 1908 blev ansvaret for turneringen overtaget af New South Wales Tennis Association, som flyttede spillestedet til Double Bay. Fra 1922 til 1999 blev den spillet i White City-komplekset.
I 2000 blev turneringen flyttet til det nyopførte Sydney Olympic Park Tennis Centre, der blev bygget til de Olympiske Lege i 2000, hvor den siden da har haft hjemme.

### Navne
Turneringen blev fra starten i 1885 spillet under navnet New South Wales Championships, men siden begyndelsen af den åbne æra i 1969 har turneringen båret navnet New South Wales Open med forskellige tilføjelser som følge af sponsorater. Siden 1995 har navnet været Sydney International, ofte med et tilknyttet sponsornavn.
- New South Wales Chanpionships (1885-1967)
- New South Wales Open (1969-94)
  - Marlboro New South Wales Open (?-1977)
  - New South Wales Building Society Open (?-1984)
  - Family Circle NSW Open (1985-87)
  - Holden NSW Open (1990-91)
  - Peters NSW Open (1994)
- Sydney International (siden 1995)
  - Peters International (1995-96)
  - Adidas International (2000-04)
  - Medibank International (2005-09)
  - Medibank International Sydney (2010-11)
  - Apia International Sydney (2012-17)

## Vindere og finalister

### Herresingle
| New South Wales-mesterskaberne | New South Wales-mesterskaberne | New South Wales-mesterskaberne | New South Wales-mesterskaberne |
| År                             | Mester                         | Finalist                       | Finaleresultat                 |
| ------------------------------ | ------------------------------ | ------------------------------ | ------------------------------ |
| 19                             | [[]] ()                        | [[]]                           | –, –                           |
| New South Wales Open           |                                |                                |                                |
| År                             | Mester                         | Finalist                       | Finaleresultat                 |
| 19                             | [[]] ()                        | [[]]                           | –, –                           |
| Sydney International           |                                |                                |                                |
| År                             | Mester                         | Finalist                       | Finaleresultat                 |
| 20                             | [[]] ()                        | [[]]                           | –, –                           |

### Damesingle
| New South Wales-mesterskaberne | New South Wales-mesterskaberne | New South Wales-mesterskaberne | New South Wales-mesterskaberne |
| År                             | Mester                         | Finalist                       | Finaleresultat                 |
| ------------------------------ | ------------------------------ | ------------------------------ | ------------------------------ |
| 19                             | [[]] ()                        | [[]]                           | –, –                           |
| New South Wales Open           |                                |                                |                                |
| År                             | Mester                         | Finalist                       | Finaleresultat                 |
| 19                             | [[]] ()                        | [[]]                           | –, –                           |
| Sydney International           |                                |                                |                                |
| År                             | Mester                         | Finalist                       | Finaleresultat                 |
| 20                             | [[]] ()                        | [[]]                           | –, –                           |

### Herredouble
| New South Wales-mesterskaberne | New South Wales-mesterskaberne | New South Wales-mesterskaberne | New South Wales-mesterskaberne |
| År                             | Mester                         | Finalist                       | Finaleresultat                 |
| ------------------------------ | ------------------------------ | ------------------------------ | ------------------------------ |
| 19                             | [[]] () · [[]] ()              | [[]] · [[]]                    | –, –                           |
| New South Wales Open           |                                |                                |                                |
| År                             | Mester                         | Finalist                       | Finaleresultat                 |
| 19                             | [[]] () · [[]] ()              | [[]] · [[]]                    | –, –                           |
| Sydney International           |                                |                                |                                |
| År                             | Mester                         | Finalist                       | Finaleresultat                 |
| 20                             | [[]] () · [[]] ()              | [[]] · [[]]                    | –, –                           |

### Damedouble
| New South Wales-mesterskaberne | New South Wales-mesterskaberne | New South Wales-mesterskaberne | New South Wales-mesterskaberne |
| År                             | Mester                         | Finalist                       | Finaleresultat                 |
| ------------------------------ | ------------------------------ | ------------------------------ | ------------------------------ |
| 19                             | [[]] () · [[]] ()              | [[]] · [[]]                    | –, –                           |
| New South Wales Open           |                                |                                |                                |
| År                             | Mester                         | Finalist                       | Finaleresultat                 |
| 19                             | [[]] () · [[]] ()              | [[]] · [[]]                    | –, –                           |
| Sydney International           |                                |                                |                                |
| År                             | Mester                         | Finalist                       | Finaleresultat                 |
| 20                             | [[]] () · [[]] ()              | [[]] · [[]]                    | –, –                           |